# Thonnance-lès-Joinville
Thonnance-lès-Joinville – miejscowość i gmina we Francji, w regionie Grand Est, w departamencie Górna Marna.
Według danych na rok 1990 gminę zamieszkiwały 922 osoby, a gęstość zaludnienia wynosiła 81 osób/km².